# Know No Better
Know No Better is een nummer van het Amerikaanse dj-duo Major Lazer uit 2017, in samenwerking met de Amerikaanse rapper Travis Scott, zangeres Camila Cabello en rapper Quavo. Het is de vierde single van Major Lazers aankomende vierde studioalbum Music is the Weapon. Het nummer staat ook op een ep van Major Lazer die ook Know No Better heet.
Het nummer werd een bescheiden hit in voornamelijk Europa. In de Amerikaanse Billboard Hot 100 flopte het echter met een 87e positie. In de Nederlandse Top 40 was het wel redelijk succesvol met een 16e positie. In de Vlaamse Ultratop 50 haalde "Know No Better" de 37e positie.